# Одаї (Івано-Франківський район)
Одаї́ — село Івано-Франківського району Івано-Франківської області. Входить до складу Тисменицької міської громади.

## Історія
За народним переказом, село засноване у XVIII столітті. Тоді на цій і прилеглій до села території були великі ліси.

## Населення

### Мова
Розподіл населення за рідною мовою за даними перепису 2001 року:
| Мова       | Кількість | Відсоток |
| ---------- | --------- | -------- |
| українська | 576       | 99.48%   |
| російська  | 2         | 0.35%    |
| румунська  | 1         | 0.17%    |
| Усього     | 579       | 100%     |

## Церква
- Церква Різдва Пресвятої Богородиці належить до ПЦУ.

## Священики
- о.Любомир Палюга

- о.Михайло Петрів